# Peter Zadek
Peter Zadek, född 19 maj 1926 i Berlin, död 30 juli 2009 i Hamburg, var en tysk teaterregissör.

## Biografi
Peter Zadeks familj som var judisk flydde undan Nazityskland 1933 till Storbritannien. Efter ett år på Oxfords universitet började han studera på Old Vic Theatre School, där en av hans lärare var Tyrone Guthrie. Han debuterade som regissör 1947 med Oscar Wildes Salome i London. 1952 satte han upp Jean Genets The Maids (Les bonnes / Jungfruleken) på Mercury Theatre Club i Notting Hill, uppsättningen blev en så stor framgång att den flyttades till Royal Court Theatre. Det ledde till att han efter några år i Wales fick sätta upp urpremiären på Genets The Balcony (Balkongen / Le balcon) på Arts Theatre Club i London 1957. Uppsättningen blev en skandal, den första i en hel serie under Zadeks karriär, och Genet själv kände sig förrådd. Zadeks stil var för expressiv för det brittiska teaterlivet och året därpå återvände han till Tyskland där han 1959 rekryterades till Theater Ulm och under 1960-talet främst var verksam vid Theater Bremen. 1972-1977 var han konstnärlig ledare för Schauspielhaus Bochum, 1985-1989 för Deutsches Schauspielhaus i Hamburg och 1993-1995 ingick han i den kollektiva ledningen för Berliner Ensemble tillsammans med bland andra Heiner Müller.
Peter Zadek har ofta provocerat med sin form av grotesk realism och sina estetiskt utmanande uppsättningar av klassiker och moderna pjäser. Han satte knappt upp tyska klassiker men återvände frekvent till William Shakespeare, Anton Tjechov och Henrik Ibsen. Han samarbetade flera gånger med den tyske dramatikern Tankred Dorst och introducerade brittiska dramatiker för den tyska publiken, alltifrån Shelagh Delaney till Sarah Kane. Han drogs till Shylock-karaktären och satte upp Shakespeares Der Kaufmann von Venedig (Köpmannen i Venedig) tre gånger; 1961 i Ulm, 1972 i Bochum och 1988 på Burgtheater i Wien. 1961 placerade han handlingen i Londons finansdistrikt. Zadek ville visa tyskarna att om man verkligen skulle göra upp med nazitiden måste man erkänna att judar också kan ha negativa sidor. 1988 hade Zadek bytt sida ifråga om Israel och framställde Shylock som en potentiell mördare. Shakespeares Hamlet satte han upp två gånger; 1999 på Volkstheater i Wien valde han en kvinnlig Hamlet, Angela Winkler som beskrevs som oförglömlig i rollen och som han samarbetade med upprepade gånger. Uppsättningen hade premiär under Wiener Festwochen och gästade både Festival d'automne i Paris och Edinburgh International Festival. Också uppsättningen av Shakespeares Antonius und Cleopatra på Berliner Ensemble 1994 hade premiär på festveckorna i Wien och vann senare kritikerpriset i Edinburgh. 1976 väckte Shakespeares Othello skandal på Deutsches Schauspielhaus i Hamburg då Ulrich Wildgrubers svarta kroppssmink färgade av sig på både dekoren och motspelarna.
1965 satte han upp Frank Wedekinds Frühlings Erwachen (När våren vaknar) och året därpå Friedrich Schiller Die Räuber (Zadeks enda tyska klassikeruppsättning), två uppsättningar som i efterhand ansågs ha förebådat ungdomsrevolterna 1968. En av hans största framgångar var Wedekinds Lulu 1988 i Hamburg, men också den väckte skandal då Zadek framställde titelrollen som en tonåring. 1972 dramatiserade han tillsammans med Tankred Dorst Hans Falladas roman Kleiner Mann, was nun? (Hur skall det gå med Pinnebergs?). 1981 spelades dramatiseringen av Göteborgs stadsteater i Ulla Olssons och Herbert Grevenius översättning och Martin Berggrens regi. Förutom att Zadeks uppsättningar flera gånger valdes ut till Edinburgh International Festival och Wiener Festwochen gällde detta även Salzburger Festspiele och inte minst Berliner Theatertreffen. Från 1991 var han medlem av Akademie der Künste. Trots att han var sjuk arbetade Zadek in i det sista. Hans sista uppsättning var Bernhard Shaws Major Barbara på Schauspielhaus Zürich i februari 2009. 1990 sammanfattade Peter Zadek sina tankar om teater i Das wilde Ufer - ein Theaterbuch och 1998 utkom hans självbiografi My Way.
Zadek regisserade även ett antal TV-produktioner och enstaka filmer. 1969 vann Jag är en elefant, Madame (Ich bin ein Elefant, Madame) Silverbjörnen på Filmfestivalen i Berlin.

## Utmärkelser
- Fritz-Kortner-Preis 1988
- Erwin Piscator Preis 1989
- Kainz-Medaille 1989
- Berliner Kunstpreis 1992
- Commandeur des Arts et Lettres 1992
- Vald till årets regissör flera gånger av tidskriften Theater Heute
- Nestroy-Theaterpreis 2001 för bästa scenregi och för bästa tyskspråkiga uppsättning (Henrik Ibsens Rosmersholm på Burgtheater 2000)
- Bundesverdienstkreuz 2002
- Premio Europa 2007